# Gustaf Malme
Gustaf Oskar Andersson Malme, född 24 oktober 1864 i Stora Malms församling, Södermanlands län, död 5 mars 1937, var en svensk botaniker.
Malme blev student vid Uppsala universitet 1885 och filosofie doktor där 1892. Han var Regnellsk amanuens vid Naturhistoriska riksmuseets botaniska avdelning 1895–1901 och 1903–1904 och tillförordnad intendent där oktober 1904–maj 1905. Malme blev lektor i biologi och kemi vid Norra Latin i Stockholm 1905 samt var lektor i zoologi och botanik vid Högre lärarinneseminariet där 1911–1930. Han var 1919–1922 vice rektor vid sistnämnda seminarium. Han var ordförande i Stockholms lärarsällskap (1914–1916) och i Läroverkslärarnas riksförbund (1918–1921).
Som deltagare i den första Regnellska expeditionen 1892–1894 och ensam förrättare av den andra 1901–1903 företog Malme vidsträckta botaniska forskningsresor i Sydamerika, främst Brasilien och Paraguay. De i synnerhet från dessa resor hemförda samlingarna gav stoff till en mängd deskriptiva och växtgeografiska skrifter om Sydamerikas fanerogam- och lavflora. Han ägnade sig särskilt åt Sydamerikas Asclepiadaceae och Xyridaceae. Malme publicerade flera uppsatser om Sydamerikas lavar, men skrev även om svenska lavar, över vilka han dessutom utgav ett förtjänstfullt exsickat (Lichenes suecici exsiccati, 1897–1912). Vidare kan nämnas Xyris L. Untergattung Nematopus (Seubert). Entwurf einer Gliederung (i "Arkiv för botanik", band 13:3, 1913). Han sysslade även med teratologi, blombiologi och växtmorfologi, särskilt de högre växternas förgreningsförhållanden.
Auktorsnamnet Malme kan användas för Gustaf Malme i samband med ett vetenskapligt namn inom botaniken; se Wikipediaartiklar som länkar till auktorsnamnet.